# Croton waltherioides
Croton waltherioides är en törelväxtart som beskrevs av Ignatz Urban. Croton waltherioides ingår i släktet Croton och familjen törelväxter. Inga underarter finns listade i Catalogue of Life.